# Black Sabbath
Black Sabbath fou un grup britànic de Heavy metal format a Birmingham el 1968. La seva música va ser influenciada en bona part pels Beatles. Va ser un dels grups de heavy metal més important de tots el temps. Els seus integrants originals van ser Ozzy Osbourne (veu i harmònica), Tony Iommi (guitarra), Geezer Butler (baix) i Bill Ward (bateria).
Quan Geezer va proposar el nom de Black Sabbath, les seves lletres van començar a abordar temes més obscurs, si a això li sumem l'accident de Tony Iommi als dits que el feia tocar més greu, obtenim cançons com Black Sabbath o War Pigs.
És considerada una de les bandes més influents en la història del Rock, se'ls atribueix igualment la invenció del heavy metal. Només als Estats Units van vendre quinze milions de discos.
L'ampli llegat que va deixar Black Sabbath cap a la ruptura a la fi de la dècada dels '70, no ha passat desapercebut. Tant és així que bandes de la talla de Motörhead, Judas Priest, Pantera, Megadeth, Soundgarden, Slayer o Metallica, principalment, comenten haver estat influïts pel seu heavy fosc, opressiu, dur i que, sense cap mena de dubte, ja els distingia dels seus contemporanis. Les seves composicions que entornaven atmosferes sinistres i demoníaques, anuncis apocalíptics, van fer que Black Sabbath quedés rellevat a un segon pla davant la massiva popularitat dels seus contemporanis Led Zeppelin o Deep Purple. Però el llegat del metal de Sabbath va exercir un poderós magisteri sobre la majoria d'artistes i grups en les dècades subsegüents (Iron Maiden i Judas Priest, principalment), alhora que aportava característiques que es convertirien en definitòries del heavy metal. Les diferents versions que d'altres han fet de les seves cançons en són una prova.
En l'actualitat, Ozzy Osbourne és propietari dels drets de Black Sabbath.
La formació del principi de la dècada dels '80 amb en Iommi, Butler, Dio i Vinny Appice van crear el 2006 un grup anomenat Heaven and Hell, un títol agafat del disc i la cançó de Black Sabbath l'any 1980 del mateix nom. El febrer del 2009, Heaven and Hell van anunciar que estaven gravant un nou àlbum, The Devil You Know, amb la data de publicació pel 28 d'abril.

## Formació del grup
Black Sabbath es va formar a Birmingham l'any 1968 sota el nom Polka Tulk Blues Company, que aviat canviarà el nom en Polka Tulk, finalment van escollir el nom Earth. Llavors sobrevivien tocant covers de Jimi Hendrix, Cream o els Beatles. El canvi de nom definitiu i el canvi de direcció cap a música més obscura, va venir quan Geezer va escriure la cançó «Black Sabbath» inspirada en un llibre que havia llegit fa poc i que li va donar malsons. Poc després quan van ser trucats per fer un concert i el mànager del club on havien de tocar es va adonar que s'havia equivocat de grup confonent-los amb una altra banda local també de nom Earth, van decidir canviar-se el nom i van escollir el de la cançó de Geezer, Black Sabbath.
Earth va manejar en un ambient fosc amb el seu baixista Geezer Butler, un admirador de les novel·les de màgia negra de Dennis Wheatley. Geezer Butler va escriure la cançó Black Sabbath després d'aconseguir un llibre ocult en llatí i Butler va tenir una visió d'una figura negra asseguda en el cantó del seu llit i li va dir a Ozzy de la seva visió. Prop del 1969, es va trobar confosa amb una altra banda local anomenada Earth. Després de ser cridat per a fer un concert, van trobar al mànager de l'errònia Earth. Tony Iommi va dir que «nosaltres morim aquí» en una entrevista a The Last Supper. Com a resultat, van adoptar el nom de la cançó per a la banda.
El grup va trobar la seva assignatura en un accident. Quan el grup estava gravant a un estudi, situat darrere d'un cinema de pel·lícules de terror, Osbourne va cridar Tony Iommi (vídeo referent: Don't Blame Em) li va dir a la resta de la banda que era estrany que la gent pagués per a veure alguna cosa que els espantaria. Així, la banda va començar a escriure cançons fosques, cançons que servirien de resposta per a les pel·lícules de terror, i en rebel·lió cap al pop alegre dels seixanta. En un documental de VH1 sobre el grup, Osbourne va canviar el nom de les lletres de cançons en una ràdio amiga de pop del moment, «si tu sempre vas a San Francisco, sempre tindràs una flor sobre el teu cabell...» (veure: Scott McKenzie) - «deixa això» va dir, «Deixa això i posseïm la gent.»

### Formació original (1968-1979)
A parell amb el nou so heavy i l'estat antiquat d'Osbourne, la banda va trobar el moment per a gravar el seu primer àlbum, Black Sabbath, publicat el 1969 que van gravar amb Warner Bros. Records per als Estats Units i el Canadà, i amb Vertigo Records per a la resta del món. Van gravar l'àlbum Paranoid, el 1970, però sempre van prestar atenció en américa i en Gran Bretanya. La cançó «War Pigs»va ser escrita en protesta per la Guerra del Vietnam i originalmente estava planejat posar-li aquest nom a l'àlbum. La banda va gravar «Paranoid» a últim moment només com agregat del disc. La cançó va acabar posant-li nom al disc i va ser el primer single que va sortir a l'aire en les ràdios.
Una altra innovació va ser el producte d'un accident. Tony Iommi es va danyar dos dits quan treballava en una fàbrica de metalls. Inicialment, es va posar pròtesi de plàstic d'una ampolla de detergent. Els dits lesionats eren inestables i no podia tocar, pel que Iommi va modificar la seva guitarra Gibson a un standard I a C# (iniciant en el tercer àlbum, Master of Reality). La tensió reduïda de les cordes el va ajudar a tocar amb la part lesionada dels seus dits. Butler va modificar el seu baix afinat per a semblar-ho a la guitarra d'Iommi. Les modificacions van donar un so més fosc a la música de la banda.
Black Sabbath va editar un altre àlbum el 1971, Master of Reality. Aquest va ser el primer disc a mostrar més material acústic. Aquesta va ser una altra mirada cap a l'estil de Black Sabbath, heavy i dark. Van afegir més variacions en el moment de llançar Black Sabbath, Vol. 4 el 1972. Protagonitzant la balada «Changes» (contenint solament vocal, baix, piano i mellotron) i temes de hard rock com «Supernaut» i «Snowblind» (incloent cordes), Black Sabbath, Vol. 4 va ser el disc més madur de la banda.
Per al 1973, el grup tenia suficient popularitat, i la banda més atractiva als escenaris. El nou àlbum, Sabbath Bloody Sabbath, va tenir a la banda treballant amb el teclista de Yes, Rick Wakeman en les sessions. Associat amb el nom, l'àlbum conté una cançó de rock espacial titulat "Spiral Architect", i la cançó de rock progressiu titulada "A National Acrobat".
Cap a 1974 els integrants de la banda eren consumidors de drogues, especialment Osbourne i Ward que van prendre LSD "tots els dies per dos anys". El canvi de casa discogràfica va significar un canvi abrupto en els components de Black Sabbath i en el següent àlbum que la banda va gravar amb Warner Bros.
Sabotage va ser gravat el 1975, disc que consagro a la banda amb singles com "Hole In The Sky", "I'm Going Insane", "Megalomanía", estant ja cap a finals de 1976 en el topalls de les llistes d'UK/I.I.O.O. amb el Single "Symptom of the Universe". Aquest disc, produït per Mike Butcher, a més de ser un precedent per a la generació Thrash de la dècada del 80 (al·lusió feta per James Hetfield), assoleix consiliar una perfecta interacció entre els seus components, ja que pel tall medieval de "Megalomanía", "The Writ", "The Thrill Of It All" i l'èpica "Supertzar", anticipaven per complet el treball fet per Blackmore/Dio en Rising de Rainbow. Sabotage destaca a més per la forta presència de Tony Iommi en la composició i també en la producció, agregant arranjaments de EnglishChoirs, proporcionats per un Mellotrón (tocat per Gerald Woodruffe), Arpes i altres efectes i detalls tècnics que sense lloc a dubtes, li van atorgar a Sabotage una atmosfera inigualable i constitueixen un altre més dels seus avenços compositivos a l'època. Paralelamente a això, comencen a albirar-se conflictes a l'interior de la banda, principalment per la forta addicció a les drogues d'Ozzy Osbourne com també l'excentricidad d'aquest cap als seus companys.
Technical Ecstasy (1976) va ser el següent treball, el qual coincideix amb el fet que el grup havia caigut en una certa autocomplaença. L'àlbum va ser gravat amb orquestres sinfónicas, tranquil·les cançons interpretades pel bateria Bill Ward en "It's Alright" seguint un demanat d'Osbourne durant les sessions d'enregistrament. Aquest disc va brindar a la banda innombrables i despiadadas critiques en l'època, però igualment els singles "Dirty Women", "Rock 'n' Roll Doctor" van tenir cert èxit en les llistes americanes. Després del tour de 1977, Osbourne es deslliga de la banda temporalment, i per la qual cosa hi ha diverses cançons interpretatdas pel cantant Dave Walker, format en Savoy Brown.
Aquest disc editat i publicat en 1976 constitueixen un dels més inventivos i originals àlbums d'estudi de Black Sabbath, refutando la impressió de la poca creativitat en aquests anys. Walker va formar part de les sessions d'enregistrament de la banda cantant cançons llargues amb lletres severes. Aquesta versió dels Sabbath es va donar a conèixer en la cançó "Junior's Eyes" en el programa de la BBC: 'Look Here!' (mira aquí!), el gener de 1978.
Osbourne reapareix en la banda i comença a treballar en el pròxim àlbum.
"Never Say Die" apareix al setembre de 1978, en el qual desprèn la part més experimental de la conformación original, l'àlbum contenia molts elements de jazz, synth-pop i blues, però comparat amb l'anterior disc, era de notòria menor qualitat. L'abandó d'Ozzy Osbourne es fa efectiu després de l'edició de "Never Say Die", i després de l'actuació en el desè aniversari de Black Sabbath, registrat en pel·lícula amb el nom de "10 Years Of.... Black Sabbath Anniversary", editat actualment en DVD com "Black Sabbath Never Say Die!".
Osbourne va ser expulsat de la banda oficialment el 1979, comentant en una entrevista en la qual va donar a conèixer (trobat en el tema bonus The Ozzman Cometh) que abandonava la banda per problemes d'addicció. El fet de l'expulsió de certa forma li va venir a beneficiar a Ozzy, ja que encoratjat per la seva esposa Sharon (Filla del llavors mànager de Black Sabbath Don Arden) li convenç de seguir avanci com solista; la seva nova banda es cridaria Blizzard of Ozz. Per a això convocaria al guitarra Randy Rhoads exQuiet Riot.

### Els anys de Dio (1979-1982)

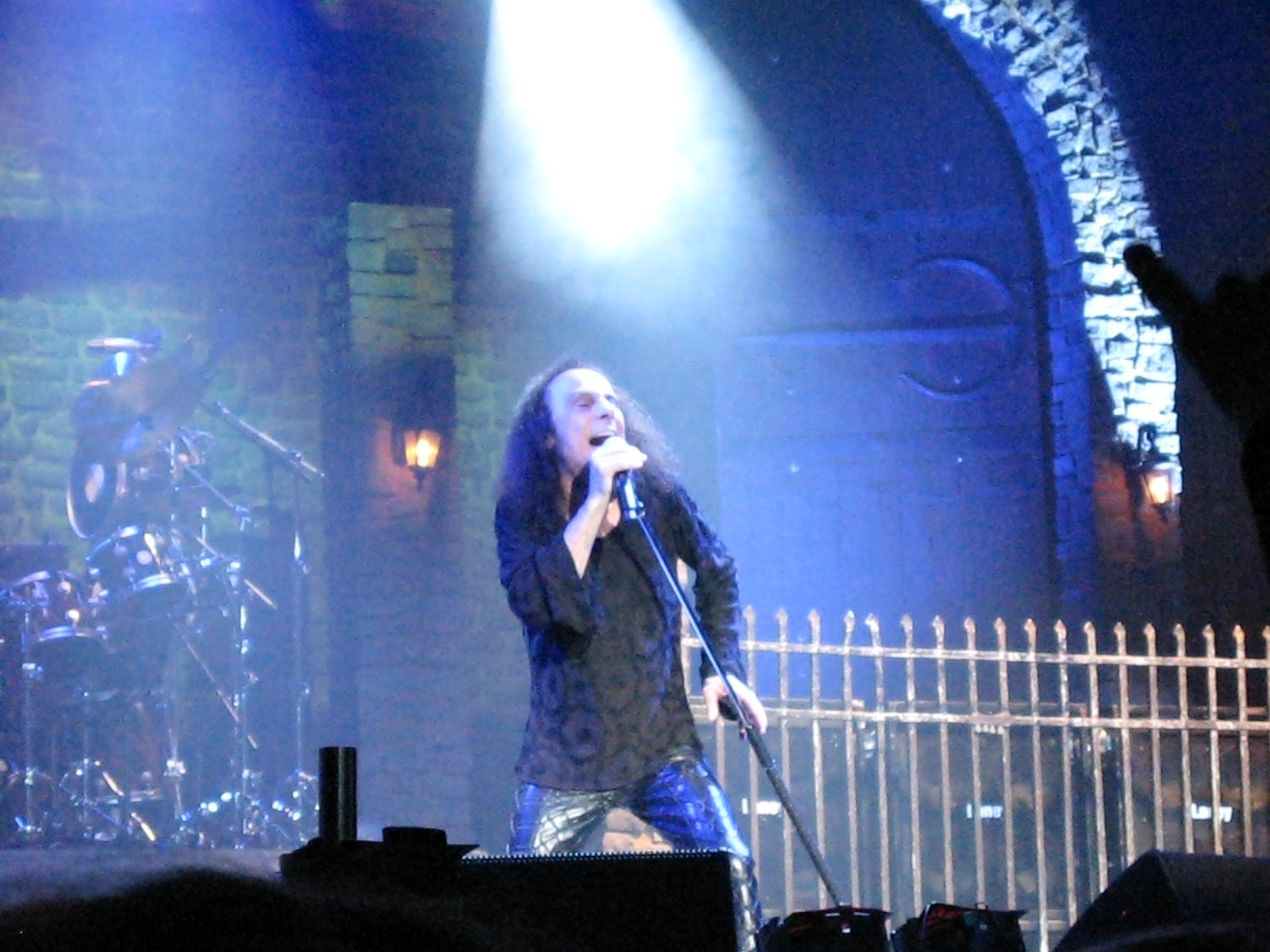
Ronnie James Dio

El cantant de Rainbow, Ronnie James Dio participaria en el següent àlbum de Black Sabbath, Heaven and Hell, va ser el succés que va revitalitzar el grup des de l'àlbum de 1975 Sabotage. I va ser en aquest tour que Dio va popularitzar el gest mà cornuda, que es va convertir en un gest que defineix al heavy metal en general. L'àlbum també té la inclusió del guitarrista i teclista de Quartz, Geoff Nicholls en sessions musicals (Nicholls mai va ser un membre oficial del grup, i generalment toca en xous en viu com a convidat, però va escriure moltes cançons i va estar en la reencarnació el 2001). També durant el tour, el bateria Bill Ward se'n va anar de la banda per problemes personals (els seus dos pares van morir dintre d'un curt termini, i Ward va caure en l'alcoholisme i altres addiccions).
El bateria Vinny Appice va ser triat per a acabar el tour i gravar el següent disc, Mob Rules, la cançó a la qual es deu el seu títol va aparèixer en la pel·lícula Heavy Metal. Després, la cançó apareguda en la pel·lícula i en la seva soundtrack és una versió alternativa que va aparèixer en Mob Rules.
Pel recés el 1980 amb l'àlbum en viu Live at Last (Gravat en l'era d'Osbourne durant 1973 en el tour Sabbath, Bloody Sabbath) aviat la banda va gravar un àlbum en viu durant el tour Mob Rules, titulat Live Evil. Durant el barrejat de Live Evil, Iommi i Butler d'una banda, i Dio i Appice per l'altre, es van acusar mútuament de voler dur-se el protagonisme en la banda, raó per la qual Dio renúncia a Black Sabbath emportant-se a Vinnie Appice a la seva futura banda solista, DIO (Revista Epopeya #8, Novembre de 1997)

### Disc i gira amb Ian Gillan (1983)

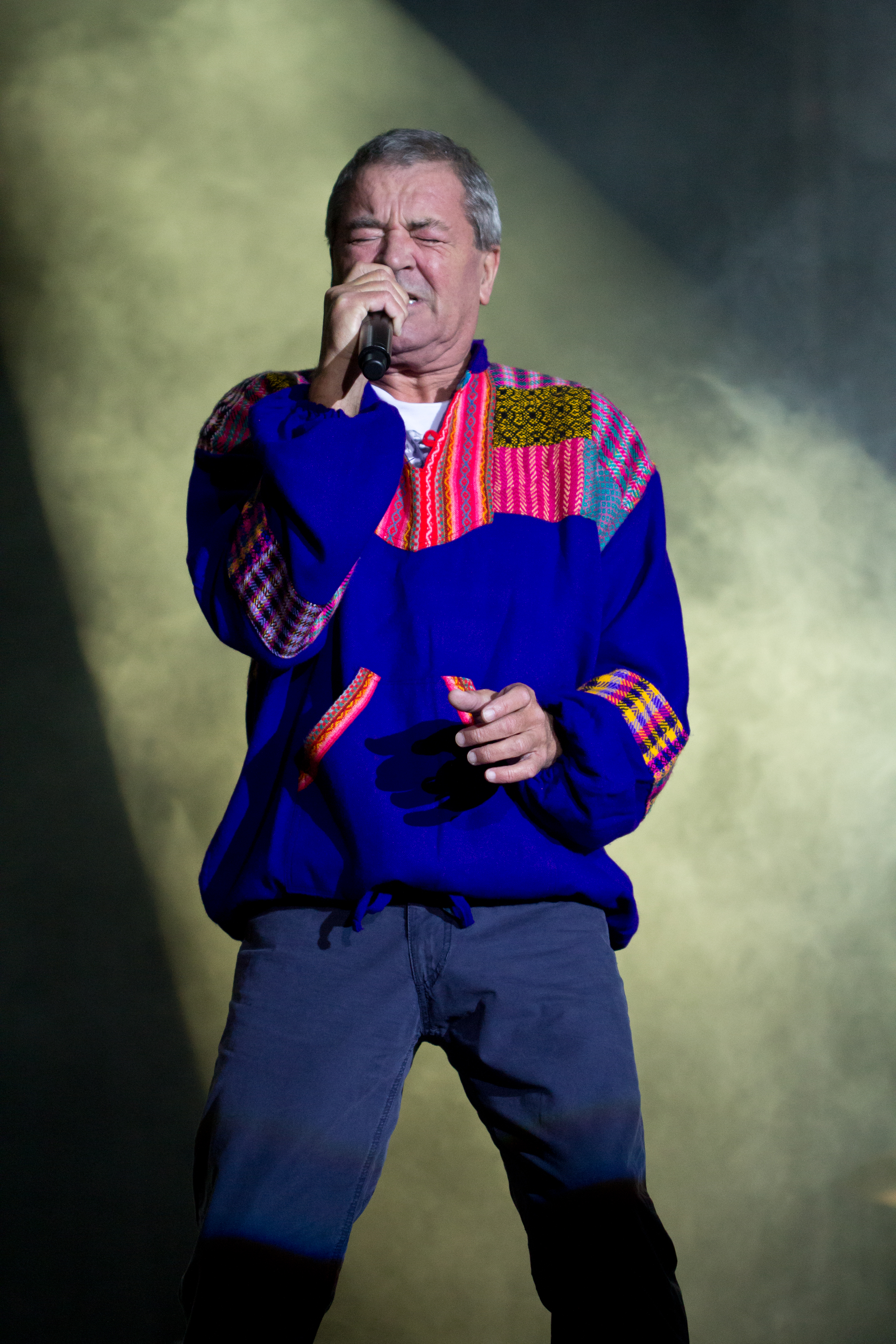
Ian Gillan

Black Sabbath torna a l'escena en 1983, amb el disc Born Again i Ian Gillan com a cantant. No només aquesta alineació va resultar sorprenent per a molts, sinó també el fet que durant la gira s'inclogués la cançó Smoke on the Water. Gillan es va separar amistosament de la banda a causa de la reunió de Deep Purple el 1984.

### Anys confusos i Seventh Star (1984-1986)
Després de la sortida d'Ian Gillan, Black Sabbath va passar per un període de dificultats i múltiples ajustos en l'alineació. Particularment, entre els vocalistes considerats poden esmentar-se David Donato i Jeff Fenholt. Aquest últim va gravar un demo per al disc Seventh Star, que no és oficialment un disc de Black Sabbath, sinó un disc solista de Tony Iommi que, a causa de pressions de la disquera, va ser titulat "Black Sabbath featuring Tony Iommi". El cantant oficial va ser un altre ex integrant de Deep Purple: Glenn Hughes. En els crèdits del disc pot observar-se que Iommi va ser l'únic membre original de Sabbath. Poc després d'haver iniciat la gira, Hughes va ser acomiadat a causa dels seus problemes amb les drogues i Ray Gillen la va concloure.

### Les eres amb Tony Martin: primera part (1987-1990)
Ray Gillen va gravar la maqueta del que seria el pròxim disc de Black Sabbath, que no va veure la llum amb la seva veu a causa d'una mort prematura. Va ser en 1987 que Iommi va aconseguir reformar Black Sabbath, amb Tony Martin de cantant. Finalment van gravar The Eternal Idol (1987). Posteriorment s'hi incorporà Cozy Powell, que participaria en Headless Cross (1989) i Tyr (1990). Després d'aquest disc, Sabbath va patir nous ajustos a causa de la reunió amb Ronnie James Dio el 1992.

### Reunió, disc i gira amb Dio (1992)
En 1992 es reuneix l'alineació de Mob Rules i Live Evil: Iommi, Butler, Dio i Appice. Graven el disc Dehumanizer i realitzen una gira. No obstant això, novament les diferències són motiu de separació.

### Les eres amb Tony Martin: segona part (1994-1995)
Sabbath convoca de nou compte a Tony Martin, amb qui graven Cross Purposes el 1994, amb Bobby Rondinelli en la bateria. De la gira d'aquest disc sorgeix Cross Purposes Live. Cap assenyalar que originalment es tractava d'un projecte d'Iommi i Butler, però de nou compte les pressions de la discogràfica van obligar a presentar-ho com un disc de Black Sabbath.
El 1995 apareix Forbidden, últim disc en estudi de Black Sabbath.

## Reunió de la formació original (1997 - 2006)
En l'estiu del 1997, en la festa de rock d'Ozzy Osbourne, Ozzfest, la banda es va reunir oficialment; Ozzy Osbourne, Tony Iommi, Geezer Butler i Bill Ward van tornar a tocar junts com a Black Sabbath (Si bé ja hi havia hagut algunes reunions, com la de Geezer Bulter al costat d'Ozzy, per a discos en solitari, com ser el disc Ozzmosis, per exemple).
El que semblava una gira de reunió es va convertir en gairebé 10 anys de gires junts.
La banda no solament va gravar discos compilats en aquesta època, per la seva volta a escena, tal com és el cas de "Sympton of the universe: the original Black Sabbath", sinó que, el 1998 van gravar, el famós disc que es titularia simplement Reunion, el qual és un disc doble en viu, tocant els seus majors èxits; però que, a part tindria 2 novetats: "Psycho Man" i "Selling My soul", dues cançons que marcarien la volta a estudi de la banda. Aquestes dues cançons (igual que el disc complet) van ser un èxit, no solament comercial, sinó entre els fans.
Però la reeixida reunió no acabaria aquí, gairebé com si fos a propòsit, aprofitant la reunió, el Saló de la Fama del Rock, en el 2006, al costat d'altres bandes com Sex Pistols ingressa a Black Sabbath, amb la seva formació original, obligant una nova unió dels metalers.

## Heaven and Hell nou projecte (2006 -)

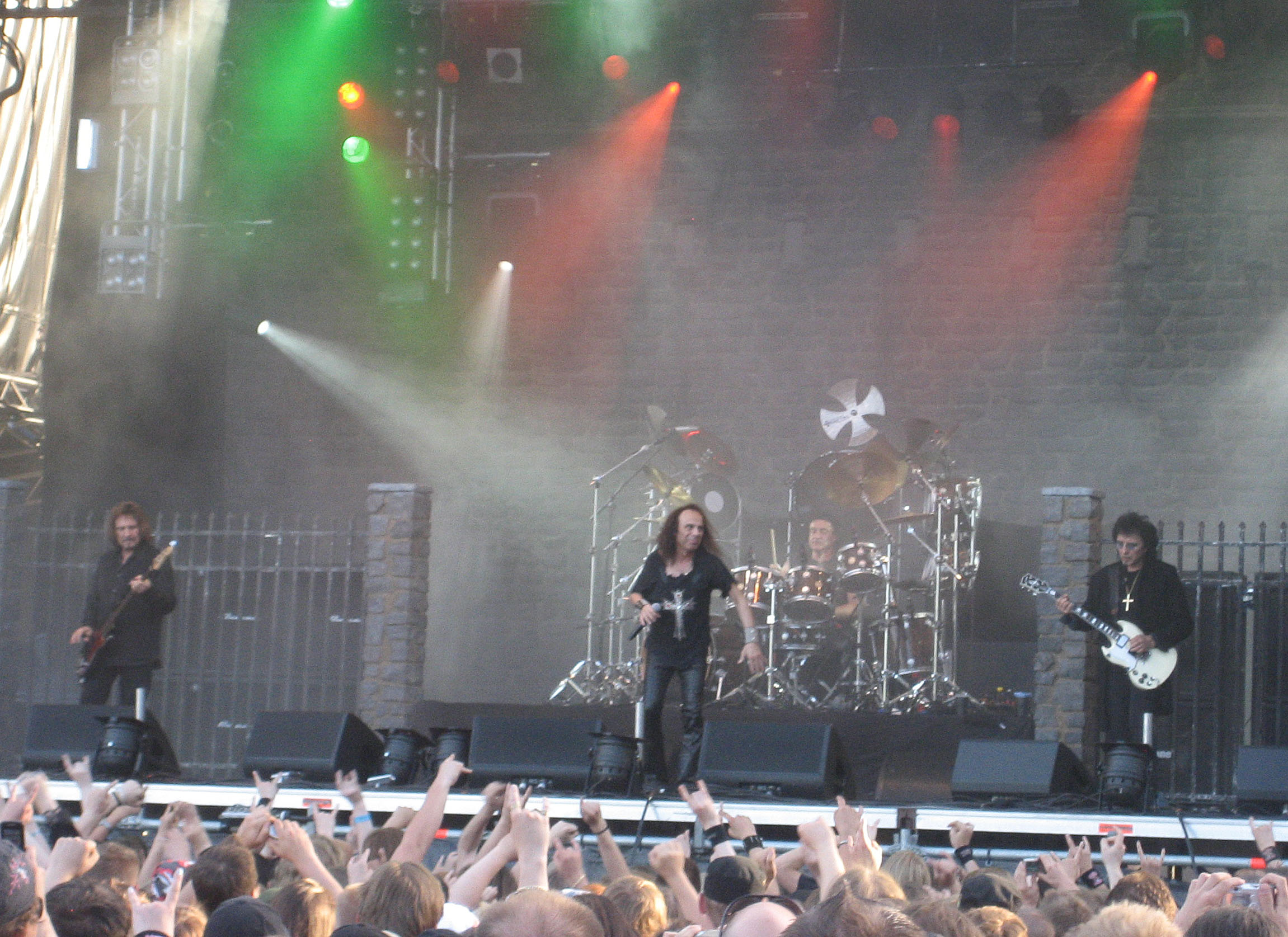
Heaven and Hell en concert

En el 2006 Ozzy i Bill se separarien novament de la banda, després de la seva reeixida reunió, per a treballar en solitari.
Això marcaria el retorn de Dio a la banda, però no seria tan senzill.
Tony Iommi, després de la junta de la formació original, i l'entrada de la banda al Saló de la Fama del Rock, decidiria no seguir amb el nom de Black Sabbath en el seu gira amb Dio, i mentre Ozzy no participés de la banda, sortejant-se així també, uns quants possibles problemes legals amb el cantant.
El nou nom per a la nova banda seria Heaven and Hell, del qual sol Iommi i Geezer serien integrants originals de Black sabbath, ocupant Dio les vocals i Vinny Appice la bateria i percussions. El nom de la banda ve de l'àlbum "Heaven and Hell", el qual va ser el primer de Black Sabbath amb Ronnie James Dio.
La banda va fer una gira i posteriorment trec un disc en viu titulat Live from Radio City Music Hall que es compondria totalment de cançons de l'època de Black Sabbath al costat de Dio.

## Discografia
| - Black Sabbath (1970) - Paranoid (1970) - Master of Reality (1971) - Black Sabbath Vol. 4 (1972) - Sabbath Bloody Sabbath (1973) - Sabotage (1975) - Technical Ecstasy (1976) - Never Say Die! (1978) - Heaven and Hell (1980) | - Mob Rules (1981) - Born Again (1983) - Seventh Star (1986) - The Eternal Idol (1987) - Headless Cross (1989) - Tyr (1990) - Dehumanizer (1992) - Cross Purposes (1994) - Forbidden (1995) - 13 (2013) |